# Síla talentu
Síla talentu (v anglickém originále Brush with Greatness) je 18. díl 2. řady (celkem 31.) amerického animovaného seriálu Simpsonovi. Scénář napsal Brian K. Roberts a díl režíroval Jim Reardon. V USA měl premiéru dne 11. dubna 1991 na stanici Fox Broadcasting Company a v Česku byl poprvé vysílán 1. října 1993 na stanici ČT1.

## Děj
Poté, co Bart a Líza uvidí Šášu Krustyho vysílat svou show z vodního parku Mount Splashmore, obtěžují Homera, aby je tam vzal. Zatímco Marge a Maggie navštěvují brouzdaliště pro kojence, Bart, Líza a Homer jezdí na tobogánu zvaném H2WHOA! Protože má Homer nadváhu, uvízne v polovině tobogánu. Záchranáři z parku jsou nuceni atrakci uzavřít a odstranit zablokovanou část potrubí pomocí velkého jeřábu, přičemž Homer je stále zaseknutý uvnitř. Ten večer si média při reportáži o Homerově neštěstí v akvaparku utahují z jeho obrovské velikosti. 
Poté, co Homer zjistí, že váží 118 kg, přísahá, že bude držet dietu a více cvičit. Zatímco hledá na půdě závaží ke cvičení, Bart narazí na několik starých obrazů Ringo Starra, které Marge namalovala jako studentka střední školy. Marge prozradí, že ji učitel výtvarné výchovy pokáral za to, že namalovala Starra, do kterého byla zamilovaná. Poslala mu obraz pro jeho „upřímný názor“, ale od bubeníka The Beatles nikdy nedostala odpověď. Poté, co Líza navrhne Marge, aby se zúčastnila kurzu malování, namaluje Homera spícího na gauči ve spodním prádle, čímž si vyslouží pochvalu od svého lektora, profesora Lombarda. Obraz zvítězí na univerzitní umělecké výstavě, čímž Marge získá slávu a objeví se v novinových titulcích. 
Pan Burns požádá Marge, aby namalovala jeho portrét pro nové křídlo Springfieldského muzea umění. Homer zoufale touží potěšit svého šéfa a přesvědčí Marge, aby souhlasila, i když se brání Homerově prosbě namalovat Burnse jako krásného muže. Když se Burns v domě Simpsonových sprchuje, Marge ho nechtěně uvidí nahého. Homer zjistí, že díky svému cvičebnímu režimu zhubl o 8 kg a nyní váží 110 kg. Poté, co Burns zneváží Homerovu váhu a jeho dcery Lízu a Maggie, ho Marge vyhodí z domu. Je připravena skončit, dokud ji Homer nepovzbudí, aby dokončila portrét. 
Marge také inspiruje dopis od Starra, jenž je odhodlán odpovědět na desítky let starou poštu od fanoušků. Po práci dlouho do noci dokončí obraz včas před jeho odhalením při otevření muzejního křídla. Obraz zobrazuje nahého, křehkého a slabého Burnse. Návštěvníci muzea jsou šokováni, dokud jim Marge nevysvětlí, že portrét ukazuje, jaký Burns ve skutečnosti je: za vším jeho zlem se skrývá křehká a zranitelná lidská bytost, která je díky tomu stejně krásná jako jakýkoli jiný živý tvor na světě. Burns je nejprve pobouřen, ale pak Marge obraz pochválí a poděkuje jí, že si nedělá legraci z jeho genitálií.

## Produkce
Al Jean a Mike Reiss původně přišli s nápadem, že Marge bude chodit do kurzu výtvarné výchovy a vytvářet depresivní obrazy, přičemž si rodina uvědomí, že je tajně nešťastná. James L. Brooks se tohoto nápadu chopil a přišel se zápletkou Burnsovy zakázky a také s nápadem, že ho namaluje jako křehkého a nahého. Scénář dílu napsal Brian K. Roberts a režíroval jej Jim Reardon. Roberts před napsáním epizody pracoval v seriálu jako zvukový a obrazový redaktor. V epizodě se jako host objevil hudebník Ringo Starr, který ztvárnil sám sebe. Byl prvním členem skupiny The Beatles, který se v pořadu objevil; George Harrison i Paul McCartney později hostovali v epizodě 5. řady Homerovo pěvecké kvarteto, respektive v dílu 7. řady Líza vegetariánkou. Když byl nadhozen příběh o tom, že se Marge zamilovala do Starra, Roberts využil příležitosti a napsal Starra do scénáře, protože se vždycky chtěl setkat s někým z The Beatles. Scénář pak poslal Starrovi, jenž byl v té době v jižní Francii. Starr souhlasil s hostováním poté, co si přečetl pouhé dvě věty, a Robertsovi řekl, že to bude moci udělat, až o několik týdnů později navštíví Los Angeles. Štáb byl nadšený a okamžitě se rozhodl jeho roli rozšířit. Tvůrce Simpsonových Matt Groening o hostování řekl: „Měl jsem pocit, že se mi to líbí. Byli jsme tak nadšení, že k nám do pořadu přijel Ringo Starr, kterého jsme nahrávali v komplexu v západním Los Angeles. Dostali jsme seznam pravidel, jako například ‚Nedotýkejte se ho.‘, ‚Nepřibližujte se k němu.‘ a ‚Nežádejte ho o autogram.‘. Ale samozřejmě, když se objevil v té velké limuzíně, Brian přinesl velký plakát a požádal ho, aby se podepsal!“. Roberts vysvětlil, že nedostal oběžník s pravidly, a tak se ukázal s kopií obálky scénáře a požádal Starra, aby se podepsal. Groening se Starra zeptal, jestli chce být animovaný tak, jako byl ve Žluté ponorce nebo jako v kresleném seriálu The Beatles. Starr si vybral Žlutou ponorku, protože se mu nelíbilo, jak vypadá v kresleném seriálu. Kromě Starra v epizodě hostuje Jon Lovitz jako Lombardo a poslíček, který rozváží koblihy do jaderné elektrárny. Lombardův fyzický vzhled byl založen na učiteli umění, kterého Reardon měl na umělecké škole.

## Kulturní odkazy
Linka pro atrakci H2WHOA! reprodukuje schodiště na litografii Ascending and Descending od M. C. Eschera. Způsob, jakým si Krusty odstraňuje klaunský make-up z obličeje, připomíná způsob, jakým si Joker odstraňuje make-up ve filmu Batman z roku 1989. Když Homer oznamuje, že drží dietu, říká: „Bůh je mi svědkem, že budu mít vždycky znovu hlad!“, což je odkaz na slavnou větu „Bůh je mi svědkem… Už nikdy nebudu mít hlad!“ z filmu Jih proti Severu. Homer cvičí podobně jako Rocky ve stejnojmenném filmu z roku 1976. Hudba, která hraje, když se Homer blíží k váze, je hlavním motivem z filmu Hodný, zlý a ošklivý. V umělecké galerii je k vidění kopie obrazu Andyho Warhola Campbellovy plechovky na polévku.

## Přijetí
V původním vysílání skončil díl v týdnu od 8. do 14. dubna 1991 na 37. místě v žebříčku sledovanosti s ratingem 12,0, což odpovídá přibližně jedenácti milionům domácností. Byl to druhý nejlépe hodnocený pořad na stanici Fox v tomto týdnu, hned po seriálu Ženatý se závazky.
Epizoda získala pozitivní recenze od televizních kritiků. Mnozí chválili využití Starra; například server IGN zařadil jeho vystoupení v epizodě spolu s vystoupením Paula McCartneyho v Líze vegetariánkou a vystoupením George Harrisona v dílu Homerovo pěvecké kvarteto na desáté místo nejlepších hostujících vystoupení v historii Simpsonových. Dodali, že „ačkoli žádné z těchto vystoupení nebylo skutečně velké, skutečnost, že se v Simpsonových objevila nejpopulárnější kapela všech dob, je velkou výpovědí o popularitě a významu pořadu“.
Doug Pratt, recenzent DVD a přispěvatel časopisu Rolling Stone, napsal, že díl má „dobře promyšlenou“ zápletku a líbilo se mu využití dosud neobjevených talentů Starra a Marge. Gilligan Unbound: Pop Culture in the Age of Globalization uvedl, že „Brian K. Roberts opět dokazuje svou genialitu se Sílou talentu ve vynikajícím díle, kde Marge kultivuje svou úžasnou uměleckou stránku“. Colin Jacobson z DVD Movie Guide napsal: „Od úvodu na Mount Splashmore přes Homerovu dietu až po odhalení kontroverzního portrétu pana Burnse je v epizodě spousta skvělého materiálu. Příjemným způsobem také rozšířila charakter Marge, protože se vyhnula jakémukoli náznaku sentimentu; po Dědově dědictví jsme si potřebovali odpočinout od sentimentu. Celkově byla Síla talentu úžasným dílem.“.
Autoři knihy I Can't Believe It's a Bigger and Better Updated Unofficial Simpsons Guide, Warren Martyn a Adrian Wood, napsali: „Vynikající epizoda, v níž je Marge právem v centru pozornosti. Navzdory jeho všeobecné nepříjemnosti je vděčnost pana Burnse vůči Marge vítaná a nečekaná. A rýpnutí do Water Parks je na místě.“. V říjnu 2008 zveřejnil Ringo Starr na svých webových stránkách video, ve kterém uvedl, že je příliš zaneprázdněn, než aby odpovídal na dopisy fanoušků, a že veškerá pošta zaslaná po 20. říjnu bude vyřazena. Ačkoli Starr ve videu nezmínil Sílu talentu, několik mediálních zdrojů jeho prohlášení přirovnalo k jeho ztvárnění v epizodě.